# Милая Жозефина

«Милая Жозефина»

«Ми́лая Жозефи́на» (англ. Sweet Josephine) — розовый бриллиант массой 16,08 карата (3,216 грамма). Принадлежит к редко встречающемуся типу бриллиантов, соединяющих в себе интенсивную розовую окраску с прозрачностью и чистотой. Американским геммологическим институтом (GIA) отнесён к цветовой группе «фантазийный ярко-розовый» (англ. Fancy Vivid pink), соответствующей наивысшей интенсивности цвета, возможной для розовых бриллиантов. Огранка — кушон («подушковидная» огранка). Камень помещён в кольцо, изготовленное из платины и золота, и окружён двумя рядами белых бриллиантов.
Продан на аукционе Christie's, состоявшемся 10 ноября 2015 года в Женеве, за 28,5 млн долларов предпринимателю из Гонконга Джозефу Лау. Ранее в течение 15 лет принадлежал не называемой СМИ американской семье.
По состоянию на момент продажи бриллиант был самым крупным среди когда-либо продававшихся на аукционах бриллиантов с огранкой типа «кушон» и входящих при этом в категорию Fancy Vivid. Кроме того, по сообщению Christie’s, за последние 250 лет на продажу было выставлено только три розовых бриллианта категории «Fancy» и массой более 10 карат. Редкость камня характеризуется и тем, что только один из 100 000 алмазов имеет цвет, достаточно интенсивный для того, чтобы получить квалификацию «Fancy».

## Владелец
Джозеф Лау родился в 1951 году. В молодые годы работал в семейной компании, производившей потолочные вентиляторы, но основное состояние сделал позже, в 1980-х годах, совершая операции на фондовом рынке. В глобальном рейтинге миллиардеров, составленным Forbes в 2017 году,  занимает 69-е место, его состояние оценивается в 15 млрд долларов. В 2014 году Лау был признан виновным в даче взяток на сумму 2,6 млн долларов чиновнику китайского специального административного района Макао и приговорён к пяти годам и трём месяцам лишения свободы. Наказания, однако, не отбывал, поскольку между Гонконгом и Макао нет договора об экстрадиции.
Сразу же после приобретения бриллианта Лау в честь своей семилетней дочери Жозефины дал ему имя «Милая Жозефина». На следующий после аукциона день, 11 ноября, Лау на аукционе Sotheby’s за 48,4 млн долларов приобрёл голубой бриллиант «Голубая луна» и также назвал в честь дочери — «Голубая луна Жозефины».
В ноябре 2014 года Лау купил две драгоценности для своей старшей дочери, тринадцатилетней Зоуи. Одна из них — голубой бриллиант массой 9,75 карат и стоимостью 32,6 миллиона долларов — был назван «Алмаз Зоуи» (англ. Zoe Diamond). Другую — брошь с рубином и бриллиантом, приобретённую за 8,43 миллиона долларов, — Лау назвал «Красная Зоуи» (англ. Zoe Red).
Мать Жозефины — подруга Лау, бывшая журналистка Чен Хой-Ван. У Лау есть ещё четверо детей: двое от Бо Вин-кам, брак с которой распался в 1992 году, и двое — от бывшей возлюбленной Ивонн Луй.